# تپه سه پسان
تپه سه پسان مربوط به سده‌های اولیه و میانه دوران‌های تاریخی پس از اسلام است و در شهرستان سلسله، بخش مرکزی، دهستان احمدآباد، ۵۰۰ متری جنوب غرب روستای هندی واقع شده و این اثر در تاریخ ۲۸ اسفند ۱۳۸۵ با شمارهٔ ثبت ۱۸۸۶۱ به‌عنوان یکی از آثار ملی ایران به ثبت رسیده است.